# Provincia de Santiago (1826-1976)
La provincia de Santiago fue una de las divisiones administrativas de Chile existente entre 1826 hasta 1976.

## Historia
Fue creada el 30 de agosto de 1826, con la Leyes federales, junto con otras 7 (Coquimbo, Aconcagua, Colchagua, Maule,  Concepción, Valdivia y Chiloé). La provincia queda configurada de la siguiente forma:
| Delegación  | Cabecera     |
| ----------- | ------------ |
| Santiago    | Santiago     |
| La Victoria | San Bernardo |
| Valparaíso  | Valparaíso   |
| Casablanca  | Casablanca   |
| Melipilla   | Melipilla    |
| Rancagua    | Rancagua     |

En la Constitución de 1828, se establece de la división de Chile, en ocho provincias. (Coquimbo, Aconcagua, Santiago, Colchagua, Maule, Concepción, Valdivia y Chiloé).
Con la Constitución de 1833, la división político administrativa es la siguiente;
En un primer nivel están las provincias, regidas por un intendente. Estas se dividían en departamentos, regidos por gobernadores. A su vez, los departamentos se dividían en subdelegaciones, regidas por un subdelegado, y estas últimas en distritos, a cargo de inspectores.
| Departamento | Cabecera     |
| ------------ | ------------ |
| Santiago     | Santiago     |
| La Victoria  | San Bernardo |
| Valparaíso   | Valparaíso   |
| Casablanca   | Casablanca   |
| Melipilla    | Melipilla    |
| Rancagua     | Rancagua     |

En 1843, se crea la provincia de Valparaíso, con el departamento de Quillota de la provincia de Aconcagua, y el departamento de Valparaíso y el departamento de Casablanca de la provincia de Santiago. Así, la provincia queda configurada de la siguiente forma:
| Departamento | Cabecera     |
| ------------ | ------------ |
| Santiago     | Santiago     |
| La Victoria  | San Bernardo |
| Melipilla    | Melipilla    |
| Rancagua     | Rancagua     |

El 10 de diciembre de 1883
, se crea la provincia de O'Higgins, a partir de la división del departamento de Rancagua. A su vez, del departamento de Rancagua se segregan 10 subdelegaciones que son traspasadas al departamento de Melipilla. Así, la provincia de Santiago queda con 3 departamentos:
| Departamento | Cabecera     |
| ------------ | ------------ |
| Santiago     | Santiago     |
| La Victoria  | San Bernardo |
| Melipilla    | Melipilla    |

A principios del siglo XX, se crea el departamento de San Antonio, así la provincia queda constituida:
| Departamento | Cabecera     |
| ------------ | ------------ |
| Santiago     | Santiago     |
| La Victoria  | San Bernardo |
| Melipilla    | Melipilla    |
| San Antonio  | San Antonio  |

Debido a la Constitución de 1925, se crea la Comuna, cuyo territorio equivale al de una subdelegación completa.
De acuerdo al DFL 8582 del 30 de diciembre de 1927 (D.O. 28.01.1928), en su artículo 1°, define la nueva provincia de Santiago y sus nuevos departamentos: Santiago, Melipilla y Maipo.
De acuerdo al artículo 2° los departamentos tendrán por límites los fijados por el decreto-ley número 354, de 17 de marzo de 1925, y sus actuales cabeceras, con las modificaciones siguientes:
- El departamento de Santiago estará formado por el territorio de los antiguos departamentos de Santiago y La Victoria, por la parte de la antigua subdelegación 6.a Montenegro, del antiguo departamento de Los Andes, que queda al sur de la línea de cumbres que limita por el Sur la hoya del río Aconcagua; por la subdelegación 4.a Curacaví, del departamento de Melipilla, por la parte de la antigua subdelegación 5.a Lepe, del mismo departamento, que queda al sur de la línea de cumbres entre el cerro de Roble Alto y el cerro de Las Cardas, pasando por el Alto de Carén, el cerro de Los Morros y el paso de Los Padrones, sobre el estero Puangue, y por el distrito 3.o El Monte, de la antigua subdelegación 5.a Valdivia de Paine, del antiguo departamento de Maipo. Su capital es la ciudad de Santiago.
- El departamento de Maipo estará formado por el territorio del actual departamento de este nombre, a excepción del distrito 3.o El Monte de la antigua subdelegación 5.a Valdivia de Paine. Su cabecera es la Villa de Buin;
- El departamento de Melipilla, estará formado por el territorio del antiguo departamento de San Antonio y por el de las antiguas subdelegaciones 1.a Melipilla, 2.a San Francisco del Monte, 3.a María Pinto, 9.a Matadero, 10 Chocalán y 11 Codigua, del antiguo departamento de Melipilla. Su cabecera es el puerto de San Antonio;

Por lo tanto, así queda configurada la provincia:
| Departamento | Cabecera    |
| ------------ | ----------- |
| Santiago     | Santiago    |
| Melipilla    | San Antonio |
| Maipo        | Buin        |

Después de varios ajustes, en los cuales se restituye el departamento de San Antonio (1933) y se crean el departamento de San Bernardo (1937), el departamento de Talagante (1940), el departamento de Puente Alto (1958) y el departamento Presidente Aguirre Cerda (1963). Así, la Provincia de Santiago quedó conformada definitivamente:
| Departamento             | Cabecera     |
| ------------------------ | ------------ |
| Santiago                 | Santiago     |
| Presidente Aguirre Cerda | San Miguel   |
| Puente Alto              | Puente Alto  |
| San Bernardo             | San Bernardo |
| Talagante                | Talagante    |
| Melipilla                | Melipilla    |
| San Antonio              | San Antonio  |
| Maipo                    | Buin         |

Durante los años 1970, ya en el siglo XX, ocurre un nuevo cambio en la división política-administrativa del país, con la creación de las regiones. Se crea la Región Metropolitana de Santiago (regida por un intendente) y la actual provincia de Santiago, pasando Santiago a ser capital de las dos últimas. Se reforma el nivel provincial y el nivel comunal. Se suprimen los departamentos y distritos (estos últimos actualmente se utilizan por el INE como distritos censales para efectos de los censos).
Otro cambio es que el antiguo departamento de San Antonio es convertido en provincia de San Antonio e incorporado a la Región de Valparaíso.